# Orkanów
Orkanów (dawn. Parszywka) – wieś w Polsce położona w województwie świętokrzyskim, w powiecie pińczowskim, w gminie Pińczów.
W XIX wieku wchodziła w skład klucza majątków rodziny Mazaraki z Przecławki. Do 3 września 1946 wieś nazywała się Parszywka, wówczas była położona w gminie Góry, powiecie pińczowskim, województwie kieleckim.
W latach 1975–1998 miejscowość administracyjnie należała do województwa kieleckiego.